# Rosamunde Pilcher: Vertrauen ist gut, verlieben ist besser
Vertrauen ist gut, verlieben ist besser ist eine deutsche TV-Romanze mit Thrillerelementen nach der Kurzgeschichte Woman in winter. Der für die sonntägliche ZDF-Reihe Herzkino produzierte Spielfilm ist die 125. Folge der Rosamunde-Pilcher-Filmreihe des ZDF mit Werken der erfolgreichen britischen Schriftstellerin Rosamunde Pilcher und wurde erstmals am 16. November 2014 ausgestrahlt.

## Handlung
Ben Cutler, alleinerziehender Vater und Sicherheitschef der Pharmafirma Marshland Medical, prüft das schöne, aber einsam in Cornwall liegende Anwesen seiner Chefin Anne Marshland, ebenfalls Witwe, auf dessen Einbruchsicherheit. Dabei werden die beiden aus einem VW-Bus heraus beobachtet.
Rod Marshland, Stiefsohn von Anne, trifft die attraktive Emma Cutler, Bens 17-jährige Tochter, beim Shoppen. Groß und gutaussehend, zugleich aber blass und unbeholfen, nimmt Rod die schnippischen Tipps seiner Mitschülerin in Sachen Mode an und lädt sie zu seiner 18. Geburtstagsparty ein. Als Emma anschließend für sich selbst ein Kleid stehlen will, kommt eine fremde Frau auf sie zu und kauft es ihr. Die Frau stellt sich ihr als Patty Gregson vor, eine alte Freundin ihres Vaters.
Emma spricht Vater Ben auf Patty an. Sie möchte Patty besser kennenlernen, um mehr über die schleierhafte Vergangenheit ihrer eigenen Eltern zu erfahren. Ben gefällt der Plan nicht. Er sucht Patty, die in einem VW-Bus am Meer wohnt, auf und macht ihr klar, dass er den hergestellten Kontakt für keine gute Idee halte. Patty ist anderer Meinung und flirtet mit ihm. Nachdem Ben gegangen ist, führt sie ein Telefonat mit einem Unbekannten über den Erwerb eines wichtigen Patents.
Rods Onkel Jeff will eine riesige Überraschungsparty für seinen Neffen steigen lassen. Rod ist jedoch von generellem Misstrauen gegen seine Familie geprägt, seitdem sowohl er, als auch Jeff und Stiefmutter Anne jeweils ein Drittel der Anteile der wertvollen Pharma-AG geerbt haben, die Rods verstorbener Vater hinterlassen hat.
Patty taucht bei Marshland Medical auf. Sie arbeitet für Mediziner ohne Grenzen und bittet um ein Patent für die Generikaherstellung eines lukrativen Diabetes-Impfstoffs für benachteiligte Menschen in Afrika, dessen Zulassung die Firma bekommen hat. Anne und Jeff, die das Unternehmen leiten, weisen ihre Bitte ab. Anne will alle Firmenanteile in der Familie halten, doch Jeff hat längst einen Käufer im Auge und setzt auf die Unterstützung seiner Ziele durch Rod („Blut ist dicker als Wasser.“). Patty bezieht derweil Ben in ihre Pläne um den Erwerb des Patents mit ein. Während ihres Gefängnisaufenthalts habe sie Medizin studiert. Sie deutet an, dass auch Ben über eine kriminelle Vergangenheit verfüge. Ben fühlt sich unter Druck gesetzt und verschwindet.
Im Mathematikunterricht fliegt Emma auf, als Rod sie abschauen lassen will. Als er ihr in der Folge Nachhilfe in der Hoffnung auf mehr anbietet, lässt Emma ihn abblitzen. Derweil kommen sich Ben und Anne beim Nacktbaden im Meer näher.
Emma versucht, ihren Mathelehrer Mr Cameron mit ihren weiblichen Reizen zu verführen, um von ihrem Fehltritt in der Schule abzulenken. Doch Cameron ist schwul und lässt sie auflaufen. Aus Rache zerkratzt sie sein Auto mit einem Schlüssel, wobei sie von Patty gefilmt wird, die sie beschattet. Emma wendet sich später an Patty und will mehr über ihren Vater erfahren. Patty erzählt, sie und Ben seien Hacker gewesen und auch so etwas wie ein Paar. Als Ben plötzlich auftaucht, stellt sich heraus, dass Patty ihn bereits über das Video von Emma informiert hat. Emma wird heimgeschickt. Patty will das Video unter Verschluss halten, aber im Gegenzug das Patent haben. Ben fasst Vertrauen zu seiner Tochter und erzählt aus seiner Vergangenheit. Er und Patty haben durch kriminelle Hacker-Aktivitäten Geld gemacht, aber Patty sei dabei im Gegensatz zu ihm ins Gefängnis gekommen.
Jeff weiht Rod in das Kaufangebot für die Firma ein. Er ist bemüht, sich Rod anzubiedern. Er legt ihm nahe, Emma mit Hilfe der Vorzüge eines vermögenden Erben zu gewinnen, einer Weltreise etwa. Doch Emma gewinnt auch so Gefallen an Rod, der sich als cleverer Hacker herausstellt und sie mit Prüfungsergebnissen versorgen kann. Die beiden kommen sich beim Shoppen näher, als Emma Rod einen hübscheren Look verpasst.
Ben kann sich als Sicherheitschef von Marshland Medical mit Jeffs Passwort Zugang zu den Daten verschaffen, die Patty von ihm verlangt, als plötzlich Jeff, Rod und Emma in der Firma auftauchen. Emma sieht ihren Vater im Hochsicherheitsbereich und schafft es, ihre Begleitung abzulenken, damit ihr Vater ungesehen herauskommen kann. Als Ben Patty den Datenstick überreicht, sieht er, wie sie sich Insulin spritzt. Patty ist selbst Diabetikerin. Ben empfindet Mitgefühl.
Rod erbittet in einer Diskussion mit Anne mehr Bedenkzeit für seine Entscheidung über den Verkauf der Firma. Jeff zum Ärgernis wird eine Pressemeldung, Ärzte ohne Grenzen seien im Besitz des neuen Diabetes-Impfstoffes.
Spätabends sitzt Patty im Haus der Cutlers, wo sie Ben auflauert. Sie wirft ihm vor, sie betrogen zu haben. Pattys Organisation habe die Patent-Daten untersucht, diese seien falsch, sie selbst entlassen worden. Ben lässt Patty bei sich übernachten. Am nächsten Morgen erfährt Anne durch Jeff vom Angriff auf den Firmenserver. Sie versichert Jeff aber, dass sie die Daten rechtzeitig zuvor entfernt habe, um einer möglichen Übergabe durch ihren Schwager an die Übernahmefirma zuvorzukommen. Jeff bezeichnet Ben als unfähigen Sicherheitschef. Anne wird stutzig und hat die Vermutung einer Verbindung zwischen Ben und Patty Gregson, die sich dadurch bestätigt, dass sie Patty im Haus der Cutlers erspäht. Sie stellt Ben entsetzt zur Rede. Ben steht zu seinen Entscheidungen und kündigt.
Rod entschließt sich mit Emmas Hilfe dazu, Anne seine Firmenanteile auch nach seinem 18. Geburtstag verwalten zu lassen. Anne und Ben vertragen sich wieder, nachdem sie durch Patty von Bens Vergangenheit erfahren hat und ihn so besser versteht. Anne macht Mediziner ohne Grenzen das Angebot, das richtige Patent zu erhalten unter der Voraussetzung, dass Patty wieder eingestellt werde. Patty schenkt Rod und Emma ihren VW-Bus für deren bevorstehende Weltreise. Ben bringt einen Peilsender am Wagen an, den Emma in weiser Voraussicht entfernt und einem anderen Wagen anheftet.

## Produktion
Vertrauen ist gut, verlieben ist besser (Arbeitstitel: Trau schau wem) wurde vom 4. Juni bis zum 2. Juli 2014 an 21 Drehtagen an Originalschauplätzen in Cornwall gedreht. Produziert hat die FFP New Media für das ZDF in Zusammenarbeit mit ZDF Enterprises.
Die Daimler AG hat Produktionshilfe zu der Sendung geleistet.

## Rezeption
Neben der Bescheinigung einer leidlich unterhaltsamen Dramaturgie wurde wie oft bei Pilcher-Verfilmungen Kritik an der Einfachheit bzw. mangelnden Authentizität des Stoffs geübt.

„Die Handlungsmotive sind schwach, aber Humor und Thrillerelemente bringen sogar etwas Schub.“